# Bellevesvre
Bellevesvre település Franciaországban, Saône-et-Loire megyében. Lakosainak száma 306 fő (2022. január 1.). Bellevesvre Mouthier-en-Bresse, Chapelle-Voland és Torpes községekkel határos.

## Népesség
A település népességének változása:
| Lakosok száma | 308  | 245  | 273  | 267  | 279  | 290  | 292  | 294  | 296  | 306  |
|               | 1982 | 1999 | 2013 | 2015 | 2016 | 2018 | 2019 | 2020 | 2021 | 2022 |